# Edops
Edops — викопний рід темноспондилів переважно відомий із ранньопермських покладів Техасу. Щоправда, фрагментарні рештки з раннього карбону Шотландії, імовірно, могли належати едопсові чи спорідненій тварині.

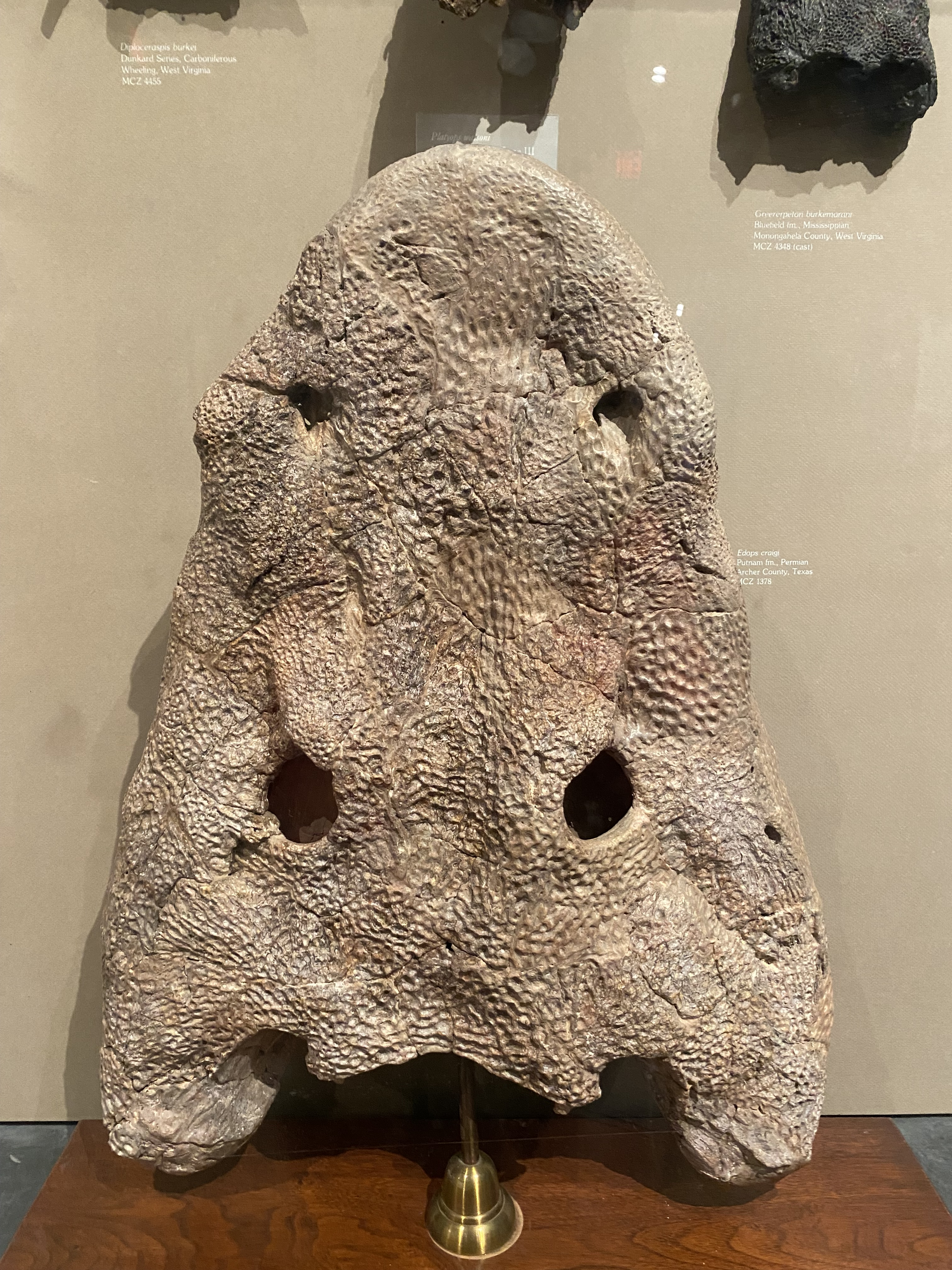
Череп Edops, виставлений в Гарварді

Вперше фрагментарні рештки було виявлено в 1930-х, але перший відносно цілісний зразок було знайдено й описано на початку 1940-х.
Назва едопс («розпухле обличчя») походить від великих розмірів передщелепних кісток та відносно малих ніздрів, що надають черепові «опухлий» вигляд. Рід монотипічний, включає тільки типовий вид — Edops craigi.
Двометрова тварина могла бути порівняно непогано пристосованою до життя на суходолі, що підтверджується відсутністю бічних ліній на черепі.
Це примітивний представник едопоїдів, можливо, найпримітивнішої групи темноспондилів.